# Ho visto un re/Bobo Merenda
Ho visto un re/Bobo Merenda è un singolo di Enzo Jannacci, pubblicato dalla ARC nel 1968.
Il brano "Ho visto un re" è incluso nell'album Vengo anch'io. No, tu no, mentre il lato B "Bobo Merenda" resterà inedito su LP.

## Tracce
Lato A
1. Ho visto un re – 3:55 (testo: Dario Fo – musica: Paolo Ciarchi)

Lato B
1. Bobo Merenda – 2:55 (Enzo Jannacci, Luis Eduardo Aute)

## Ho visto un re
"Ho visto un re" è una delle canzoni più famose di Dario Fo, tratta dallo spettacolo Ci ragiono e canto. La musica è di Paolo Ciarchi, che però all'epoca non era registrato alla SIAE, ragione per cui l'autore delle musiche è registrato essere Ernesto Esposito, sotto lo pseudonimo di Omicron.
Le sue origini vengono spesso ricondotte erroneamente a un adattamento di una canzone popolare catalana.
La canzone costituisce un'ironica presa di posizione nei confronti dei potenti, i cui interessi vanno sempre a scapito della gente comune. Jannacci propose "Ho visto un re" alle audizioni per partecipare a Canzonissima 1968, ma la canzone fu respinta a causa del testo, e Jannacci ripiegò quindi su "Gli zingari".
Negli anni successivi, il brano è divenuto molto celebre dopo essere stato cantato insieme a grandi personaggi della musica e della comicità italiana, tra cui lo stesso autore Dario Fo e Paolo Rossi.

## Bobo Merenda
Il brano è una cover di una canzone di Luis Eduardo Aute. Nel 2006 la Bandabardò ha inciso la cover della versione di Jannacci